# 앵그르의 바이올린
《앵그르의 바이올린》(프랑스어: Le Violon d'Ingres, 영어: Ingres' Violin)은 미국의 비주얼 아티스트 만 레이가 1924년에 제작한 흑백 사진이다. 이 작품은 만 레이의 대표작이자 초현실주의 사진의 대표작으로 꼽힌다. 이 사진은 1924년 6월 프랑스의 초현실주의 잡지 《리테라튀르》(Littérature)에 처음 실렸다. 사진에는 모델 키키 드 몽파르나스가 허리 아래까지 나체 상태로 등을 드러낸 채 등장하며, 그녀의 몸과 바이올린의 형태를 연결 짓기 위해 두 개의 f-홀이 등에 그려져 있다.
이 사진의 인화물은 파리의 국립근대미술관과 로스앤젤레스의 J. 폴 게티 미술관에 소장되어 있다.

## 분석
이 사진의 제목은 프랑스의 관용구인 “le violon d’Ingres”에서 따온 것으로, 이는 ‘취미’ 또는 ‘부업’을 뜻한다. 이는 프랑스 신고전주의 화가 장오귀스트도미니크 앵그르가 그림을 그리지 않을 때 바이올린 연주를 즐겼다는 데서 유래한 표현이다. 만 레이는 앵그르의 작품을 존경했고, 이 사진을 제작하면서 그의 1808년 작품인 《발팽송의 목욕하는 여인》에서 영감을 받았다.
만 레이는 자신의 모델이자 연인이었던 키키 드 몽파르나스를 사진에 등장시켰다. 초기 사진인 《앵그르의 바이올린을 위한 습작》(Étude pour Le Violon d'Ingres)에서는 그녀가 옆모습으로 등장하며 얼굴과 가슴이 드러나 있다. 최종 작품에서는 앵그르의 여성 모델과 유사한 자세로 등장하는데, 나체로 앉아 왼쪽을 약간 바라보며 등이 보이는 구도로 포즈를 취하고, 동양풍 터번을 쓴 모습이다. 팔은 보이지 않는다. 사진을 인화한 뒤, 만 레이는 인화지에 바이올린의 f-홀을 그려 넣고 그것을 다시 사진으로 촬영하여 현재의 작품을 완성했다.
작품의 제목은 유머러스하게도 모델의 몸을 악기로 표현하려는 의도를 보여주며, 동시에 그녀가 작가의 모델이자 연인이었다는 점을 암시한다.
키어스틴 호빙 파월(Kirsten Hoving Powell)은 이 사진에 대해 “《앵그르의 바이올린》은 만 레이가 오랫동안 품어온 앵그르에 대한 존경심을 보여주는 동시에 전통을 조롱하고자 하는 욕망을 드러내는 복합적인 사진이다”라고 평했다. 그녀는 “모델의 몸에 가해진 왜곡과 변형은 초현실주의가 추구한 변신과 무정형성의 개념과 연결되지만, 동시에 그것은 전간기(앵그르의 해부학적 묘사에 대한 집착이 확산되던 시기)의 넓은 맥락 안에서도 해석될 수 있으며, 이는 앙드레 로트(André Lhote) 같은 비평가들의 글에서도 나타난다”고 설명했다.

## 미술 시장
《앵그르의 바이올린》의 원본 인화물은 2022년 5월 14일 뉴욕 크리스티스 경매에서 1,240만 달러에 낙찰되어, 사진 작품 중 최고가 기록을 경신했다.